# Sam Carey
Sam Carey (25 december 1964) is een Britse oud-atleet, die gespecialiseerd was in de lange afstand.

## Loopbaan
Carey won in 1986 de tweede Zevenheuvelenloop, toen deze wedstrijd voor het eerst over 15 km werd gelopen, in 46.21. In datzelfde jaar won hij de marathon van Sheffield in 2:26.09.
Op de marathon van Londen in 1991 finishte hij in een persoonlijke record van 2:13.54. Op de wereldkampioenschappen van 1991 in Tokio werd Carey twaalfde op de marathon in 2:20.02.

## Persoonlijk record
| Onderdeel | Prestatie | Datum         | Plaats |
| --------- | --------- | ------------- | ------ |
| marathon  | 2:13.54   | 21 april 1991 | Londen |

## Palmares

### 15 km
- 1986:  Zevenheuvelenloop - 46.22

### marathon
- 1986:  marathon van Sheffield - 2:26.09
- 1991: 30e marathon van Londen - 2:13.54
- 1991: 12e WK - 2:20.02